# Nancy Drew: Tomb of the Lost Queen
Tomb of the Lost Queen es la 26.ª entrega de la serie de juegos de aventuras point-and-click Nancy Drew de Her Interactive . El juego está disponible para jugar en las plataformas Microsoft Windows y Mac OS X. Tiene una clasificación ESRB de E por momentos de violencia leve. Los jugadores asumen la perspectiva en primera persona de la detective amateur ficticia Nancy Drew y deben resolver el misterio interrogando a los sospechosos, resolviendo acertijos y descubriendo pistas. Hay dos niveles de juego, el modo Amateur y el modo Maestro detective, cada uno de los cuales ofrece un nivel diferente de dificultad de acertijos y pistas; sin embargo, ninguno de estos cambios afecta la trama del juego. El juego está basado vagamente en el libro Secrets of the Nile (1995).

## Trama
Hace 60 años, una violenta tormenta de arena descubrió una antigua tumba en el desierto a las afueras de El Cairo. Una expedición británica partió con la esperanza de encontrar finalmente a la legendaria Reina Perdida de Egipto. La expedición nunca regresó. Los exploradores se perdieron y se les dio por muertos. En la actualidad, Nancy Drew se une a destacados arqueólogos mientras desentierran lo que presumen es la tumba donde se perdieron los exploradores británicos. Se rumorea que el lugar está maldito, debido a un aumento de accidentes sospechosos. El arqueólogo principal del sitio, el profesor Jon Boyle, fue atacado durante una feroz tormenta de arena y enviado al hospital para recuperarse. Como detective aficionada, Nancy intenta descubrir quién atacó al profesor Boyle y qué sucedió con la expedición anterior.

## Desarrollo

### Personajes
- Nancy Drew - Nancy es una detective aficionada de 18 años de la ciudad ficticia de River Heights en Estados Unidos. Ella es el único personaje jugable en el juego, lo que significa que el jugador debe resolver el misterio desde su perspectiva.
- Abdullah Bakhoum - Abdullah es el enlace asignado por Egipto al equipo de excavación de Kingston. Es famoso en el mundo de la egiptología tanto por sus descubrimientos como por su fuerte personalidad. Aunque lo ha intentado durante años, aún no ha podido alcanzar una posición de alto rango en el campo y está decidido a conseguir lo que quiere.
- Lily Crewe - Lily es una estudiante de doctorado en Egiptología de la Universidad de Kingston que se encuentra en su primera expedición. La arqueología es su pasión y está más que emocionada de ser parte de esta excavación. Ella quiere encontrar a la momia, pero no sabe exactamente qué debería hacer. Ella también siente un gran respeto por Abdullah, pero le aterroriza desagradarle. Su deseo de liderazgo y su clara inexperiencia la hacen parecer sospechosa.
- Jamila El-Dine - Jamila es una egipcia local que estaba absolutamente emocionada cuando se descubrió el templo en las afueras de su ciudad. Ella ama el antiguo Egipto y cree firmemente que los extraterrestres construyeron las pirámides. Jamila pasa gran parte de su tiempo escondiéndose en las sombras.
- Dylan Carter - Guía turístico británico Dylan es carismático, conocedor y amigable. También está destrozando un sitio de excavación. Carter afirma que los turistas acudirán a la tumba cuando escuchen sobre la maldición, lo que podría implicar que está apostando su futuro financiero a más desgracias para el equipo.

### Elenco
- Nancy Drew - Lani Minella
- Abdullah Bakhoum - Dave Rivas
- Lily Crewe - Marianna DeFazio
- Dylan Carter - Gabriel Lobo
- Jamila El-Dine - Sofía Rybin
- Jon Boyle - Mark Waldstein
- La profesora Beatrice Hotchkiss - Keri Healey
- Bess Marvin - Jennifer Pratt
- Voces varias - Bill Corkery[3]